# Xymalos
Genre
Xymalos est un genre de plantes à fleurs de la famille des Monimiaceae dont les espèces sont trouvées en Afrique.

## Liste d'espèces
Selon BioLib (22 décembre 2018) :
- Xymalos monospora (Harv.) Baill.
- Xymalos mossambicensis Cavaco
- Xymalos ulugurensis (Engl.) Engl.
- Xymalos usambarensis Engl.

Selon Catalogue of Life (22 décembre 2018) :
- Xymalos monospora (Harvey) Baillon
- Xymalos mossambicensis Cavaco

Selon The Plant List (22 décembre 2018) et Tropicos (22 décembre 2018) :
- Xymalos monospora (Harv.) Baill. ex Warb.